# Immacolata Concezione di Nostra Signora di Lourdes a Via Sistina
Immacolata Concezione di Nostra Signora di Lourdes a Via Sistina é uma capela conventual localizada no interior do Convento delle Sacramentine Francesi di Maria Ausiliatrice na altura do número 113 da Via Sistina, no rione Colonna de Roma. Era dedicada a Nossa Senhora de Lourdes sob o aspecto da Imaculada Conceição. Atualmente o convento, com o nome de Istituto Immacolata Concezione Nostra Signora di Lourdes, funciona como um hotel.

## História

### Congregação
O convento foi fundado por uma congregação francesa chamada "L'Institut de l'Immaculée Conception de Notre-Dame de Lourdes" ("Instituto da Imaculada Conceição de Nossa Senhora de Lourdes"), criada no santuário do século XVI de Nossa Senhora de Garaison, nos Hautes-Pyrénées. Um dos sacerdotes ali, Jean-Louis Peydessus, se juntou com uma senhora de uma piedosa família rica chamada Eugénie Ducombs (a futura Madre Maria de Jesus Crucificado) para fundar uma irmandade feminina dedicada às obras de caridade social e às orações pelas almas no Purgatório. Ela e duas discípulas fizeram seus primeiros votos em Garaison, em 1863, mas mudaram a sede da irmandade para Lourdes em 1870. Eugénie então mudou o nome de sua congregação como homenagem à basílica que estava em construção em Lourdes na época. O grupo se expandiu rapidamente e já tinha um caráter internacional quando estourou a Primeira Guerra Mundial (1914).

### Convento
O edifício do convento não pertencia originalmente às irmãs de Lourdes. Ele foi construído para as Suore Sacramentine di Maria Ausiliatrice no final do século XIX, uma congregação que não existe mais, e comprado em 1950 pelas irmãs depois de ter sido secularizado. Atualmente funciona ali o generalato da ordem, ou seja, sua sede mundial; na Via Domenico Tardini, ao lado da igreja de Santa Maria Immacolata di Lourdes a Boccea, funciona a sede provincial para o Lácio.

## Exterior
A capela do convento sempre foi privada, mas tem o tamanho de uma igreja completa, incluindo uma identidade arquitetural própria formando parte da ala noroeste do convento, do qual ocupa dois dos três andares. Não há uma fachada e a estrutura não é visível a partir da rua. A planta é de uma basílica, com uma nave com três baias, dois corredores dos lados e uma abside semicircular externa. Há ainda um campanário, também invisível da rua, em estilo gótico veneziano com três andares altos (apenas o último se projeta acima da linha do telhado) e um topo piramidal de ângulo agudo coberto por telhas.

### Fachada do convento
A ala do convento de frente para a rua tem seis janelas góticas venezianas com duas aberturas cada no primeiro andar, três de cada lado do portal. Todas curvas no topo. Os silhares dos aduelas dos arcos são multicoloridos, alternadamente cinzas e amarelos.
Este último é um arco decorado com três ordens de molduras decorativas que circunda um tímpano decorado com um relevo da Virgem e o Menino venerado por anjos. No lintel está a inscrição "Venite gentes, adorate Dominum", uma alusão ao carisma da perpétua adoração do Santíssimo Sacramento da ordem das sacramentinas.
O primeiro andar é coroado por uma protuberante cornija decorada por uma fileira de arcos góticos venezianos. O bloco todo tem cinco andares (o ático é invisível da rua, com o segundo e o terceiro andares com decoração bastante modesta e um quarto com janelas formadas por arcadas de três arcos cada.

## Interior
O interior é amplo, do tamanho de uma igreja completa. A nave tem três baias e corredores laterais. As baias são separadas por pilares listrados horizontalmente em vermelho e branco e elas continuam para o alto das paredes como pilastras suportando arcos, também listrados, que cruzam a abóbada no teto. Cada baia tem um par de arcos de uma arcada separados por uma coluna coríntia de mármore amarelo; estes arcos tem intradorsos listrados. Sobre cada coluna está uma janela com três aberturas separadas entre si por colunetas com a mesma decoração. Cada baia tem uma abóbada de aresta entre os arcos transversos.
Além das listras, a decoração do interior é toda em branco. O piso apresenta um atrativo trabalho em neo-cosmatesco.
A alta abside do presbitério é espetacular. A concha (ou semicúpula) está dividido em cinco setores divididos por arestas que parte de finas colunas embutidas; em cada setor estão duas janelas redondas, uma maior e uma menor logo acima com uma traceria formando uma estrela de seis pontas, ambas com vitrais. A parede da abside tem três grandes janelas góticas que ocupam grande parte do espaço, todas com belos reticulados.